# Duodeno
O duodeno é a primeira seção do intestino delgado, na maioria dos vertebrados superiores, incluindo mamíferos, répteis e aves. Nos peixes, as divisões do intestino delgado não são tão claras, e os termos do intestino anterior ou intestino proximal podem ser usadas em vez de duodeno. Nos mamíferos, o duodeno pode ser o principal local para a absorção de ferro.
O duodeno precede o jejuno e íleon, e é a parte mais curta do intestino delgado, onde a digestão mais química ocorre. O nome do duodeno provem do latim duodenum digitorum, ou "largura de doze dedos", porque o seu comprimento era estimado em doze dedos transversos.
Nos seres humanos, o duodeno é um tubo oco articulado com cerca de 25-38 centímetros ao longo da ligação do estômago ao jejuno. O intestino delgado mede cerca de sete metros, tendo 2,5 cm de diâmetro médio. Ele começa com o bulbo duodenal e termina no ligamento de Treitz.

## Função
É no duodeno que o suco biliar, vindo da vesícula biliar e anteriormente do fígado, junta-se ao alimento sobre a Papilla duodeni major. Pela mudança de pH entre o estômago e o duodeno, diversas enzimas digestivas são ativadas. O duodeno é a porção primária do intestino delgado (ou fino) e possui diversas vilosidades. Em suas criptas encontramos várias células distintas.
Duodeno é um tubo onde se tem espaço para a maior parte do processo digestivo. Suas paredes se compõe de uma série de pregas que incrementam a superfície de absorção e secreção. No duodeno os alimentos se misturam a bile (uma espécie de detergente) expulsada pela vesícula biliar e com os sucos digestivos enviados pelo pâncreas.